# Фомин, Александр Анатольевич
Фомин Александр Анатольевич (24 июля 1958, Новосибирск, СССР) — российский политик, депутат Государственной Думы Российской Федерации 3 созыва.

## Образование
В 1975-80 учился в Новосибирском электротехническом институте на факультет автоматики и телемеханики.
Кандидат экономических наук, специальность 08.00.05: экономика и управление народным хозяйством.

## Трудовая деятельность
- 1980—1982 — служба в Вооружённых силах (майор запаса).
- 1983—1990 — комсомольская работа, избирался на должность 1 секретаря Новосибирского горкома ВЛКСМ,
- 1990—1993 — главный инженер, директор нескольких научно-производственных фирм,
- 1993—1997 — руководитель ряда предприятий по переработке сельхозпродукции,
- 1997—1999 — председатель фонда сельхозпроизводителей и переработчиков,
- 1999—2003 — депутат Государственной Думы, избран по списку «Союза правых сил»[1][2]
- 2004 — председатель экспертного совета по агропродовольственным рынкам при Государственной Думе ФС РФ, президент фонда Содействия «законодательному обеспечению стратегии развития регионов» (Фонд регионального развития)[3],
- 2005—2006 — директор ЦИОиМ ПНП «Развитие АПК» ОАО «Россельхозбанка»,
- 2005 — советник министра сельского хозяйства,
- с 2007 — директор Фонда национальной премии имени П. А. Столыпина,
- 2008 — председатель научно-экспертного совета при комитете по аграрным вопросам Государственной Думы,
- 2010 — профессор Государственного университета по землеустройству,

## Общественная работа
Неоднократно избирался депутатом районного и городского советов, председатель Общероссийского общественного движения «Аграрная Россия», член Центрального Совета Общероссийской общественной организации «Российского аграрного движения — РАД», руководитель Фонда «Национальной премии имени Петра Столыпина».